# Battaglia di Vaslui
La battaglia di Vaslui (anche citata come la battaglia di Podul Înalt o la battaglia di Racova) (10 gennaio 1475) fu combattuta tra il voivoda (principe) di Moldavia Ștefan III cel Mare (Stefano III il Grande) ed il beylerbey di Rumelia Hadım Suleiman Pascià, al comando delle forze del sultano dell'Impero ottomano, Maometto II.
La battaglia avvenne a Podul Înalt (il Ponte Alto), vicino alla città di Vaslui, in Moldavia (ora inclusa nell'est della Romania) tra il fiume Bârlad e il suo affluente Racova. Le truppe ottomane contavano quasi 100 000 effettivi, compresi i valacchi comandati da Basarab III Laiotă cel Bătrân, più circa 20 000 Bulgari come truppe del genio e sussistenza, fronteggiati da circa 50 000 cristiani, per la maggior parte moldavi, composta da l'osteà mica (esercito piccolo) circa 10 000 uomini: Calarași truppe di cavalleria leggera che combattevano alla maniera dei tartari, armati di arco, che scoccavano al galoppo, e sciabole caricando su velocissimi animali; oltre ad un piccolo contingente di fanteria di soldati di professione; ed integrate da contingenti cavalleria personale dei Boieri (nobili). L'armata era poi composta da l'osteà mare (armata grande) circa 25 000 uomini, in pratica tutti gli uomini dai 14 anni in su armati con lunghe picche (sulize in rumeno), mazze archi e strumenti agricoli come asce dai lunghi manici, e con il compito di fanteria pesante i 5 000 Szèkely o Secui in rumeno.
La netta vittoria di Ștefan III cel Mare, seppur non risolutiva nel più ampio contesto delle Guerre ottomano-moldave, riaccese le speranze della riscossa cristiana contro il potente sultano Maometto II, invitto dai tempi dell'Assedio di Belgrado (1456).

## Antefatto

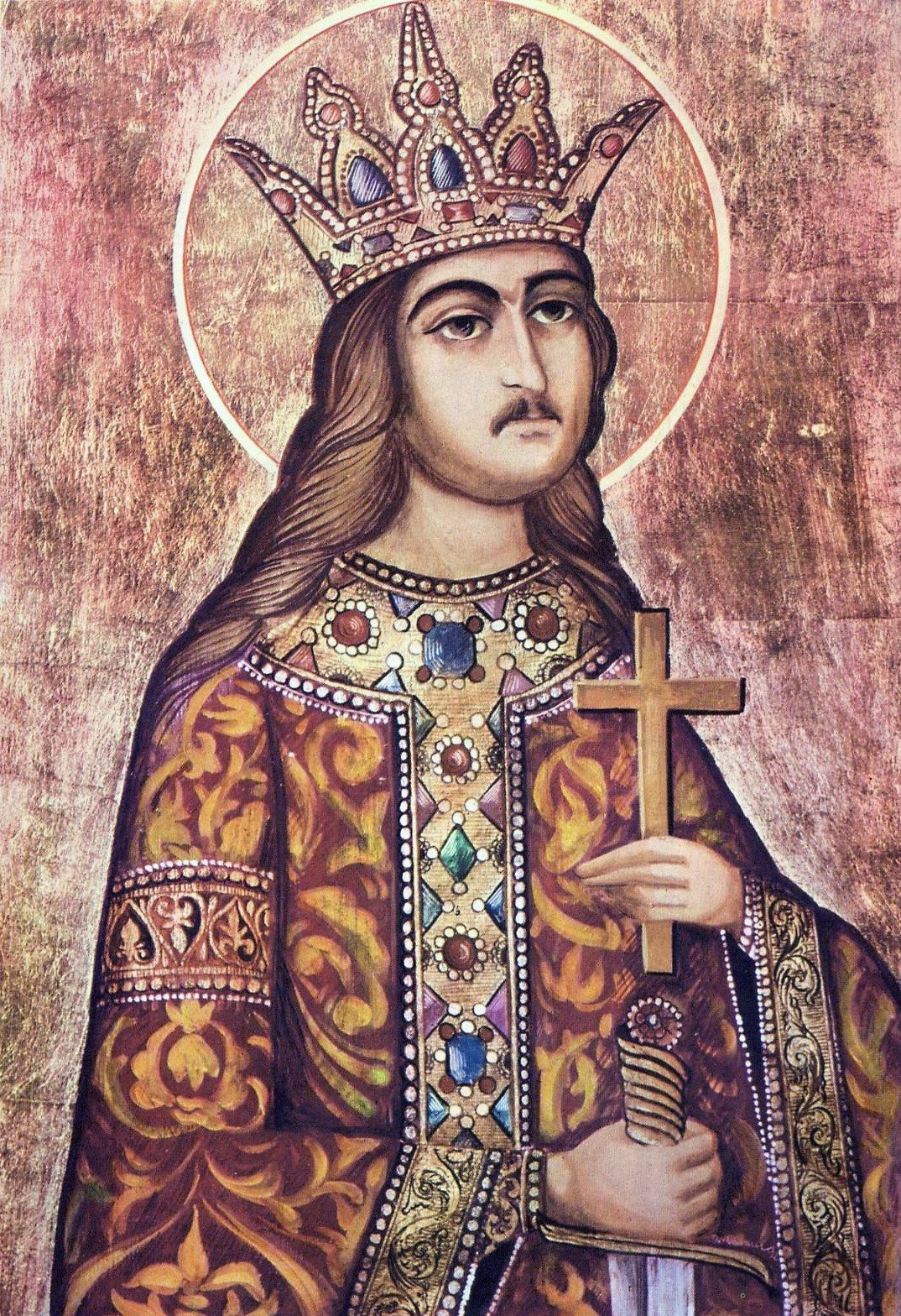
Ștefan III cel Mare di Moldavia.

Rientrato in possesso delle preziose fortezze di Chilia (1465) ed Hotin (1466), il voivoda Ștefan III si era sistematicamente rafforzato nel suo dominio. Il sovrano d'Ungheria, Mattia Corvino, gli aveva mosso guerra nel 1467 ma, sconfitto nella Battaglia di Baia, aveva siglato un accordo di pace. L'ungherese, come già aveva fatto a suo tempo il re d'Ungheria Sigismondo di Lussemburgo, decise infatti di usare il crescente potere del voivoda moldavo per indebolire la frontiera settentrionale dell'Impero ottomano in Europa.
Appoggiato dagli ungheresi, Ștefan aprì le ostilità con la Sublime porta stroncando nel 1470 una scorreria dei tartari di Crimea alleati di Istanbul e nel 1471 intervenendo nel principato di Valacchia contro il voivoda Radu III cel Frumos (Radu il bello) fratello minore di Vlad III,posto sul trono e vassallo del sultano Maometto II.
Temporaneamente distratto dalla vittoriosa rivolta dei Serbi di Vuk Branković, appoggiato da Mattia Corvino, Maometto II poté concentrarsi sulla Moldavia solo a partire dal 1474.

## Svolgimento

Mappa dello scontro

La mattina di martedì 10 gennaio era gelida e nebbiosa nella vallata paludosa circondata da fitti boschi, scelta da Stefan cel Mare per la sua buona posizione strategica, dove aveva anni prima già combattuto, giovanissimo, a solo 17 anni, al fianco del padre Bogdan II e del cugino Vlad III vincendo contro i polacchi. Il principe aveva accuratamente fatto terra bruciata in modo da non dare altre possibilità se non di farli dirigere in direzione Iași Suceava, passando appunto da Vaslui. I Turchi, fiduciosi della loro superiorità non mandarono quasi nessuna pattuglia in avanscoperta per perlustrare il terreno; vennero attratti dai musicisti con tamburi e lunghi corni moldavi chiamati "bucium" (alphomer), piazzati al centro per far credere che l'armata cristiana si trovasse lì. Questi in seguito si piazzarono anche dietro le linee turche, suonando nella nebbia, provocando scompiglio tra i soldati.
Gli ottomani continuarono ad avanzare, incuneandosi nella vallata ed ammassando le loro truppe, finché si impantanarono con tutta la loro artiglieria e carriaggi a seguito. I turchi non poterono schierarsi in formazione da battaglia come prospettato dal principe; vennero da prima bersagliati da un furioso cannoneggiamento poi attaccati nel fianco destro con manovre rapide dalla cavalleria, cosa che provocò il contrattacco della cavalleria turca la quale cercò di passare sul ponte di legno, che dà il nome alla battaglia, ma con il solo risultato di farlo crollare causando la morte di molti cavalieri. Le truppe valacche non parteciparono ai combattimenti ed abbandonarono il campo.
L'attacco finale di tutta l'armata moldava, fino ad allora rimasta nascosta nei boschi al comando del principe, alla testa della cavalleria e l'impeto non aspettato della fanteria composta da contadini armati di picche e mazze ferrate e degli archibugieri transilvani fece strage tra le file ottomane, provocando da prima uno sbandamento che si mutò poi in una ritirata disastrosa. La cavalleria moldava inseguì le truppe in ritirata, facendone strage fino alle sponde del Danubio. Furono catturati migliaia di uomini, armi e più di 40 stendardi e molti ufficiali di alto grado, alcuni dei quali furono mandati in varie corti europee come prova della grande vittoria. Molti dei prigionieri turchi furono impalati ed i cadaveri vennero bruciati.

## Esito
La Battaglia di Vaslui si risolse con la vittoria dei moldavi sugli invasori turchi. Stefano proibì ogni tipo di festeggiamenti, fece digiuno a pane e acqua per 40 giorni e non volle che la vittoria fosse attribuita a lui ma solamente al Signore. L'esito dello scontro non fu però decisivo per le sorti del conflitto moldavo-turco: l'anno successivo, nella Battaglia di Valea Albă, fu il voivoda Ștefan ad essere sconfitto, anche se la sua armata subi perdite minime (qualche migliaio tra morti, feriti e prigionieri) in comparazione a quelle degli ottomani e ai loro alleati, (le cronache dell'epoca parlano di quasi 30 000 tra morti e feriti).
In quella occasione i turchi erano comandati personalmente da Maometto II il quale voleva vendicare la pesantissima sconfitta di Vaslui. Ma il principe moldavo ebbe poi modo riscattarsi ampiamente.anni dopo con le vittorie della Battaglia di Cătlăbuga (16 novembre 1485) e della Battaglia di Șcheia (marzo 1486). Nel 1490 in ricordo della battaglia fece erigere una chiesa a San Giovanni Battista, una delle 44 tra chiese e monasteri fatti da lui costruire, soprattutto in Bucovina, molti dei quali sono patrimonio dell'umanità.